# Markus Grossenbacher

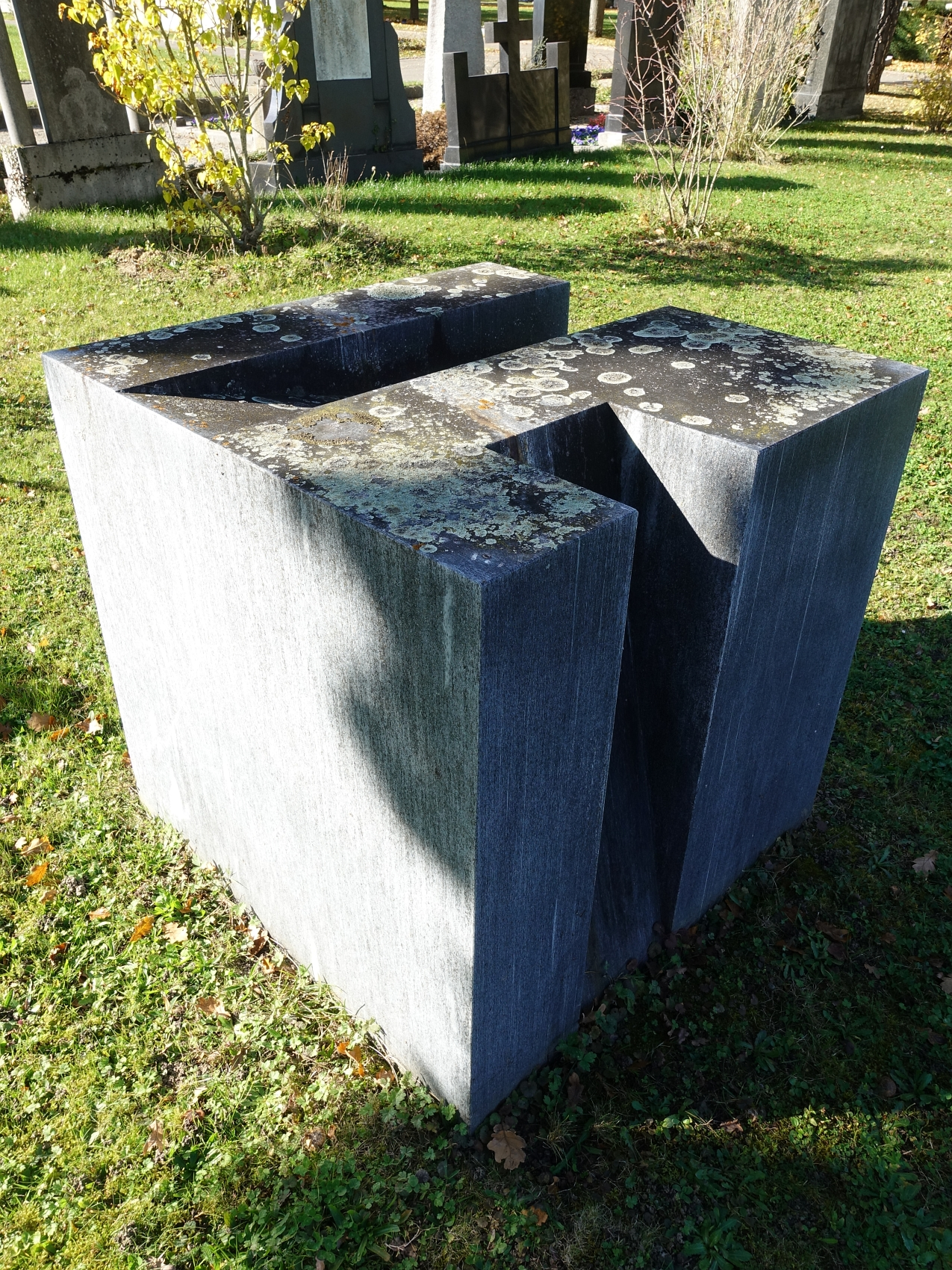
Symbolik. Friedhof Allschwil.

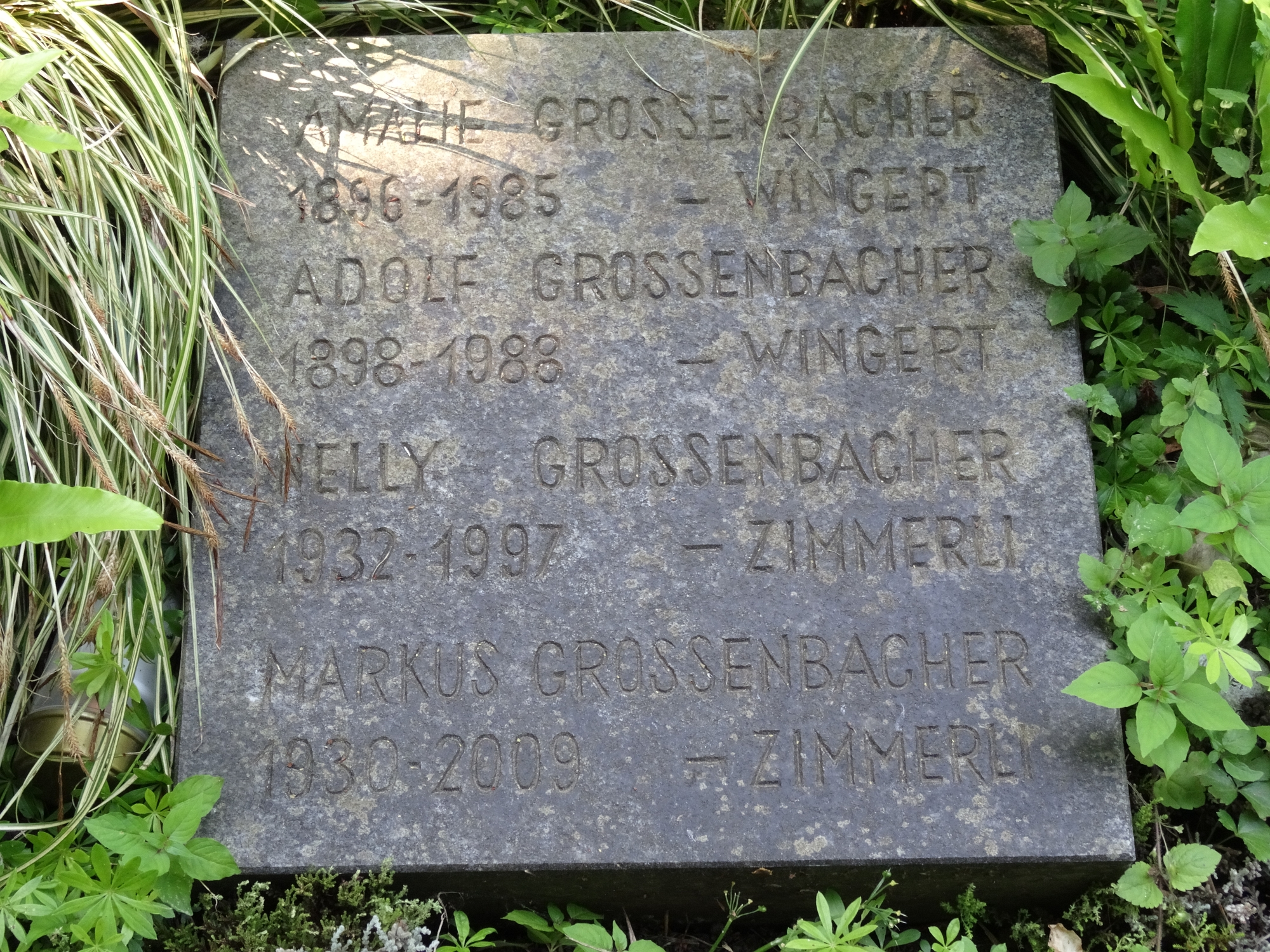
Grab, Friedhof am Hörnli

Markus Grossenbacher (* 14. Mai 1930 in Basel; † 6. November 2009 ebenda) war ein Schweizer Gestalter und Kunstpädagoge. Sein Werk umfasst Industrial Design, Kunst am Bau, Skulpturen, Land Art und Platzgestaltung.

## Leben und Werk
Markus Grossenbacher absolvierte in Basel eine Lehre als Werkzeugmacher und bildete sich am Abendtechnikum in Zürich (heute Hochschule für Technik Zürich) weiter. Von 1955 bis 1957 besuchte er an der Allgemeinen Gewerbeschule Basel Bildhauerkurse. Später hielt er sich für einen Studienaufenthalt in Paris auf. Wieder in Basel war er während beinahe zehn Jahren als Produktdesigner in der Industrie tätig.
Ab 1968 unterrichtete Grossenbacher an der Allgemeinen Gewerbeschule Basel. Daneben arbeitete er als freischaffender Künstler. Zusammen mit Rudolf Kern gestaltete er 1976/1977 den Pausenplatz für die Schulanlage Frenke in Liestal. So entstand u. a. die aus Beton und Metall gefertigte sechsteilige Skulptur Helix. 1986 schuf Grossenbacher die Plastik Symbolik für den Friedhof in Allschwil. 
Markus Grossenbacher setzte sich in seinen Arbeiten mit räumlichen Körpern (Form und Volumen) auseinander. Er versuchte, diese in ihrer statischen Präsenz zu erfassen. Grundformen wie Quader, Würfel, Keil und Zylinder nehmen in seinem Werk eine zentrale Rolle ein. Seine meist streng geometrischen Kunstobjekte erhalten durch den Einsatz präzis ausgewählter Materialien – etwa Stein, Stahl oder Kunststoff – und deren Oberflächenbehandlung etwas fast schon Absolutes.
Grossenbacher stellte seine Werke an zahlreichen Gruppenausstellungen aus. Durch den Kunstkredit Basel-Stadt und den Kunstkredit Baselland wurde der Künstler mit Preisen für sein Schaffen ausgezeichnet, seine Werke sind Bestandteil der öffentlichen Sammlung beider Kantone.
Markus Grossenbacher war mit Nelly, geborene Zimmerli (1932–1997) verheiratet und fand seine letzte Ruhestätte auf dem Friedhof am Hörnli.